# الجنبیه
الجنبیه (به عربی: الجنبیة) یک منطقهٔ مسکونی در بحرین است که در شمالیه (بحرین) واقع شده‌است.